# طوماش يوربان
طوماش يوربان هو لاعب هوكي الجليد تشيكي، ولد في 22 يونيو 1985 في أوسترافا في التشيك.

## وصلات خارجية
- طوماش يوربان على موقع EliteProspects.com (الإنجليزية)
- طوماش يوربان على موقع HockeyDB.com (الإنجليزية)